# Stark Point
Der Stark Point (englisch für Blanke Landspitze) ist eine felsige Landspitze im Norden der westantarktischen James-Ross-Insel. Sie liegt am Ostufer der Croft Bay und ist gekennzeichnet durch nahezu senkrechte Kliffs, die bis zu 285 m hoch aufragen.
Der Falkland Islands Dependencies Survey kartierte die Landspitze im August 1953. Das UK Antarctic Place-Names Committee verlieh ihr im September 1957 einen deskriptiven Namen.